# Perricone
Le perricone est un cépage italien de raisins noir.

## Origine et répartition géographique
Il provient de la Sicile.
Il est classé cépage d'appoint en DOC Contea di Sclafani et Delia Nivolelli. Il fait également partie de l'encépagement du très rare Marsala rubis.
Il est classé recommandé en province d'Agrigente, de Palerme et de Trapani. Il est autorisé pour celles de Messine et de Syracuse En 2001, il couvrait en Sicile 1.195 ha.
Il existerait encore quelques plantations en Tunisie.

## Caractères ampélographiques
- Extrémité du jeune rameau aplati aranéeux.
- Jeunes feuilles brillantes, glabre ou légèrement aranéeux, vertes à plages bronzées.
- Feuilles adultes, à 5 lobes (rarement à 3 lobes) avec des sinus supérieurs peu profonds, un sinus pétiolaire en lyre plus ou moins ouverte, des dents anguleuses, étroites, en deux series, un limbe glabre.

## Aptitudes culturales
La maturité est de troisième époque tardive: 35 jours après le chasselas.

## Potentiel technologique
Les grappes sont petites à moyennes et les baies sont de taille moyenne. La grappe est cylindrique ou conique, serrée. Le cépage est de moyenne vigueur et d'une fertilité moyenne.
Il donne des vins rouges de qualité et assez alcoolique titrant 14 % à 16 % vol. Il constitue un des meilleurs vins rouges de Sicile.

## Synonymes
Le catarratto bianco comune est connu sous les noms de cattarato rouge, guarnaccia nera, nieddara, niuru, perricone nera, pirricone nera, pignateddu, pignatelle, pignatello, quarnaccia, tuccarino di catania.